# Sweet Sour
Singles
Sweet Sour est le second album studio du groupe anglais Band of Skulls, sorti en 2012 chez Shangri-La.

## Pistes
| No  | Titre                                     | Durée |
| --- | ----------------------------------------- | ----- |
| 1.  | Sweet Sour                                | 3:23  |
| 2.  | Bruises                                   | 3:51  |
| 3.  | Wanderluster                              | 3:50  |
| 4.  | The Devil Takes Care of His Own           | 3:04  |
| 5.  | Lay My Head Down                          | 5:29  |
| 6.  | You're Not Pretty But You Got It Goin' On | 3:04  |
| 7.  | Navigate                                  | 5:39  |
| 8.  | Impossible                                | 4:50  |
| 9.  | Hometowns                                 | 3:21  |
| 10. | Lies                                      | 2:27  |
| 11. | Close to Nowhere                          | 4:32  |